# Final de la Serie A de Ecuador 2023
La Final 2023 o Tercera etapa de la Serie A de Ecuador 2023 definió al campeón y subcampeón del torneo. El ganador de la Primera etapa se enfrentó al ganador de la Segunda etapa del campeonato en partidos de ida y vuelta. Los partidos se los disputaron el 10 de diciembre la ida y el 17 de diciembre la vuelta; participaron Independiente del Valle como ganador de la Fase 1 y Liga Deportiva Universitaria como ganador de la Fase 2.
La Final la disputaron los dos equipos más destacados de cada etapa, cada fase tuvo un protagonista diferente, la primera fue para el equipo rayado y la segunda para los albos, en cada una el equipo que llegaba con la ventaja de depender de sí mismo la ganó. En la tabla acumulada, el rey de copas terminó por encima del negriazul, lo que le permitió a Liga Deportiva Universitaria terminar de local en el partido de vuelta.
Liga Deportiva Universitaria logró coronarse por décima segunda vez en su historia tras ganar 3-0 en los tiros desde el punto penal, en la ida empató 0-0 y en el partido de vuelta otro empate 1-1, el marcador global fue 1-1.

## Antecedentes
Fue la primera ocasión en la que Independiente del Valle y Liga Deportiva Universitaria se enfrentaron en una final que definió al monarca del año dentro del campeonato ecuatoriano de fútbol.
En la historia de los campeonatos nacionales fue la final número 24 que se jugó para definir al campeón de la temporada. Para Liga esta fue la final número 10 disputada en la historia de la Serie A. En las nueve anteriores, el equipo universitario ganó seis, las cuales sucedieron en los campeonatos de 1974, 1998, 1999, Apertura 2005, 2010 y el último antecedente en 2018, donde derrotó a Emelec por 2-1 en el marcador global en el estadio Rodrigo Paz Delgado. Mientras que para Independiente del Valle fue la segunda final en su historia tras la edición 2021 donde venció al Club Sport Emelec y alcanzó su primer título nacional.

## Modo de disputa
La fase se disputó por eliminación directa a partidos de ida y vuelta, donde el ganador fue quien obtuvo más puntos y goles a favor. De producirse empate, se procedió a la definición por tiros desde el punto penal sin prórroga previa, en esta instancia el gol de visitante no tuvo validez. El ganador se coronó campeón de la LigaPro Bet593 2023 y clasificó a la Fase de grupos de la Copa Libertadores 2024 como Ecuador 1, mientras que el subcampeón también clasificó a la fase grupal y fue Ecuador 2. Por parte de la LigaPro se implementó para ambos partidos el árbitro asistente de video (VAR).

## Clubes clasificados
| Independiente del Valle      |  |  |  | Ganador de la Primera etapa |
| Liga Deportiva Universitaria |  |  |  | Ganador de la Segunda etapa |

## Camino a la Final

### Independiente del Valle
La campaña de Independiente del Valle durante la primera etapa fue destacada, una de las mejores en sus participaciones bajo esta modalidad de campeonato, fue el segundo equipo con la defensa menos batida, vio su valla caer en 15 oportunidades, marcó 31 goles a favor, perdió tres partidos, ante Cumbayá, El Nacional y Liga. Fue el equipo con más victorias en la etapa, 11 veces ganó el cuadro rayado. En la segunda etapa fue un equipo más discreto en cuanto a los números registrados, en el acumulado de la temporada terminó en el tercer lugar, estuvo entre los equipos que menos goles recibió. El goleador del equipo en la primera etapa fue Michael Hoyos con 10 goles y en la segunda etapa fue Kendry Páez con tres tantos, el goleador del año con 12 anotaciones fue Michael Hoyos. Al comienzo de la primera etapa el club ganó la Recopa Sudamericana 2023 al Flamengo de Brasil, en el estadio de Maracaná logró su tercer título internacional y primera Recopa. El director técnico durante toda la temporada fue Martín Anselmi.
| Etapa     | Posición | PTS | PJ | PG | PE | PP | GF | GC | DG  |
| --------- | -------- | --- | -- | -- | -- | -- | -- | -- | --- |
| Primera   | 1.°      | 34  | 15 | 11 | 1  | 3  | 31 | 15 | +16 |
| Segunda   | 8.°      | 21  | 15 | 6  | 3  | 6  | 18 | 15 | +3  |
| Acumulada | 3.°      | 55  | 30 | 17 | 4  | 9  | 49 | 30 | +19 |

### Liga Deportiva Universitaria
Los números de Liga en la Fase 1 dieron como resultado que se ubique en el tercer lugar, junto a Independiente fue el equipo que menos derrotas tuvo, fueron tres en total, durante la etapa tuvo altos y bajos. En la segunda etapa tomó protagonismo, con mayor efectividad en el juego fue el equipo que más partidos ganó (11), fue el equipo con el arco con menos goles recibidos, cuatro goles se encajaron en el arco liguista, solo tuvo una derrota en la Fase 2, ante Barcelona en el estadio Monumental. Con los 36 puntos conseguidos obtuvo el récord en formatos cortos desde la creación de la LigaPro. En la temporada en general perdió cuatro partidos (dos contra Barcelona, Deportivo Cuenca y Orense), en la tabla acumulada terminó como el mejor del año con 62 puntos, se confirmó como el equipo con la valla menos batida con 21 goles en contra y el tercero más goleador con 50 goles. En la primera etapa el máximo anotador fue Alexander Alvarado con nueve dianas, quien a su vez fue el goleador del año con 10 tantos, en la segunda etapa el goleador fue Paolo Guerrero con cinco conquistas, quien llegó a la mitad del torneo. Al ser el mejor equipo en el acumulado, el partido de vuelta de la final lo disputa en condición de local. A la mitad de la segunda etapa Liga logró su quinta estrella internacional y su segunda Copa Sudamericana al derrotar a Fortaleza de Brasil en la final de la edición 2023 disputada en el estadio Domingo Burgueño Miguel de Maldonado, Uruguay. El director técnico durante toda la temporada fue Luis Zubeldía.
| Etapa     | Posición | PTS | PJ | PG | PE | PP | GF | GC | DG  |
| --------- | -------- | --- | -- | -- | -- | -- | -- | -- | --- |
| Primera   | 3.°      | 26  | 15 | 7  | 5  | 3  | 29 | 17 | +12 |
| Segunda   | 1.°      | 36  | 15 | 11 | 3  | 1  | 21 | 4  | +17 |
| Acumulada | 1.°      | 62  | 30 | 18 | 8  | 4  | 50 | 21 | +29 |

## Partidos en la temporada
| Fecha          | Etapa   | Ciudad | Resultado                                   | Ref.          |
| -------------- | ------- | ------ | ------------------------------------------- | ------------- |
| 28 de mayo     | Primera | Quito  | Independiente del Valle 2 : 3 Liga de Quito | [ 21 ] [ 22 ] |
| 4 de noviembre | Segunda | Quito  | Liga de Quito 2 : 0 Independiente del Valle | [ 23 ] [ 24 ] |

## Estadios
| Quito                   | Quito                       |
| ----------------------- | --------------------------- |
| Estadio Banco Guayaquil | Estadio Rodrigo Paz Delgado |
| Capacidad: 12 000       | Capacidad: 41 575           |
|                         |                             |

## Llave
|                         | vs.                               |
| Liga de Quito 1 (3) 0 1 | Independiente del Valle 1 (0) 0 1 |

## Partido
- Los horarios corresponden a la hora de Ecuador (UTC-5).[25][26][27]

### Liga de Quito - Independiente del Valle
| Ida; 10 de diciembre, 16:30 | Independiente del Valle | 0:0                                               | Liga de Quito | Estadio Banco Guayaquil, Quito                                                |                                                                               |
|                             |                         | LigaPro Reporte Ecuagol Reporte Soccerway Reporte |               | Asistencia: 8167 espectadores Árbitro(s): Guillermo Guerrero VAR: Carlos Orbe | Asistencia: 8167 espectadores Árbitro(s): Guillermo Guerrero VAR: Carlos Orbe |

| Vuelta; 17 de diciembre, 16:30 | Liga de Quito                  | 1:1 (1:1) (3:0 p.)(Global 1:1)                    | Independiente del Valle       | Estadio Rodrigo Paz Delgado, Quito                                           |                                                                              |
|                                | Ibarra 19'                     | LigaPro Reporte Ecuagol Reporte Soccerway Reporte | Páez 16'                      | Asistencia: 23 649 espectadores Árbitro(s): Augusto Aragón VAR: Bryan Loayza | Asistencia: 23 649 espectadores Árbitro(s): Augusto Aragón VAR: Bryan Loayza |
|                                |                                | Tiros desde el punto penal                        |                               |                                                                              |                                                                              |
|                                | Alzugaray · Hurtado · Quiñónez |                                                   | Faravelli · Alcívar · Martins |                                                                              |                                                                              |

- Liga Deportiva Universitaria empató 1-1 en el marcador global y ganó 3-0 en los tiros desde el punto penal.

#### Ida
| 1          | Guardameta     | Moisés Ramírez       |       |
| 13         | Defensa        | Matías Fernández     |       |
| 4          | Defensa        | Anthony Landázuri    |       |
| 14         | Defensa        | Mateo Carabajal      |       |
| 2          | Defensa        | Agustín García Basso |       |
| 15         | Defensa        | Beder Caicedo        | 81'   |
| 8          | Centrocampista | Lorenzo Faravelli    | 75'   |
| 7          | Centrocampista | Jordy Alcívar        | 76'   |
| 55         | Delantero      | Kendry Páez          |       |
| 11         | Delantero      | Michael Hoyos        | 90+1' |
| 10         | Delantero      | Junior Sornoza       | 81'   |
| Entrenador | Entrenador     | Martín Anselmi       |       |

| 22         | Guardameta     | Alexander Domínguez |     |
| 33         | Defensa        | Leonel Quiñónez     |     |
| 6          | Defensa        | Facundo Rodríguez   |     |
| 4          | Defensa        | Ricardo Adé         |     |
| 14         | Defensa        | José Quintero       |     |
| 18         | Centrocampista | Ezequiel Piovi      |     |
| 16         | Centrocampista | Mauricio Martínez   |     |
| 32         | Centrocampista | Renato Ibarra       | 71' |
| 26         | Centrocampista | Jhojan Julio        | 89' |
| 20         | Centrocampista | Lisandro Alzugaray  | 89' |
| 9          | Delantero      | Paolo Guerrero      | 79' |
| Entrenador | Entrenador     | Luis Zubeldía       |     |

| 16 | Centrocampista | Cristian Pellerano | 75'   |
| 80 | Centrocampista | Joao Ortiz         | 76'   |
| 6  | Defensa        | Jhoanner Chávez    | 81'   |
| 23 | Centrocampista | Patrickson Delgado | 81'   |
| 51 | Centrocampista | Yaimar Medina      | 90+1' |

| 21 | Centrocampista | Sebastián González | 71' |
| 7  | Delantero      | Jan Hurtado        | 79' |
| 29 | Defensa        | Bryan Ramírez      | 89' |
| 3  | Defensa        | Richard Mina       | 89' |

| Amonestado | 4'  | Michael Hoyos     |
| Amonestado | 36' | Jordy Alcívar     |
| Amonestado | 70' | Lorenzo Faravelli |

| Amonestado | 6'    | Paolo Guerrero    |
| Amonestado | 61'   | Mauricio Martínez |
| Amonestado | 90+3' | Richard Mina      |
| Amonestado | 90+8' | Jan Hurtado       |

| Árbitro                | Guillermo Guerrero |
| Árbitros asistentes    | Christian Lescano  |
| Árbitros asistentes    | Mauricio Lozada    |
| Cuarto árbitro         | Roberto Sánchez    |
| Quinto árbitro         | Flavio Nall        |
| Adicionales VAR        | Carlos Orbe        |
| Adicionales VAR        | Juan Aguiar        |
| Adicionales VAR        | Kevin Pazmiño      |
| Observadores VAR       | Oswaldo Segura     |
| Observadores VAR       | Nicolás Viteri     |
| Observadores VAR       | Daniel Vernaza     |
| Asesor de árbitros     | Carlos Vera        |
| Comisarios de juego    | Erika Gallardo     |
| Comisarios de juego    | Mayra Guerra       |
| Delegados de seguridad | Luis Villagómez    |
| Delegados de seguridad | Dennis Hidalgo     |
| Oficial de patrocinio  | María Ávila        |

| 1          | Guardameta     | Moisés Ramírez       |       |
| 13         | Defensa        | Matías Fernández     |       |
| 4          | Defensa        | Anthony Landázuri    |       |
| 14         | Defensa        | Mateo Carabajal      |       |
| 2          | Defensa        | Agustín García Basso |       |
| 15         | Defensa        | Beder Caicedo        | 81'   |
| 8          | Centrocampista | Lorenzo Faravelli    | 75'   |
| 7          | Centrocampista | Jordy Alcívar        | 76'   |
| 55         | Delantero      | Kendry Páez          |       |
| 11         | Delantero      | Michael Hoyos        | 90+1' |
| 10         | Delantero      | Junior Sornoza       | 81'   |
| Entrenador | Entrenador     | Martín Anselmi       |       |

| 22         | Guardameta     | Alexander Domínguez |     |
| 33         | Defensa        | Leonel Quiñónez     |     |
| 6          | Defensa        | Facundo Rodríguez   |     |
| 4          | Defensa        | Ricardo Adé         |     |
| 14         | Defensa        | José Quintero       |     |
| 18         | Centrocampista | Ezequiel Piovi      |     |
| 16         | Centrocampista | Mauricio Martínez   |     |
| 32         | Centrocampista | Renato Ibarra       | 71' |
| 26         | Centrocampista | Jhojan Julio        | 89' |
| 20         | Centrocampista | Lisandro Alzugaray  | 89' |
| 9          | Delantero      | Paolo Guerrero      | 79' |
| Entrenador | Entrenador     | Luis Zubeldía       |     |

| 16 | Centrocampista | Cristian Pellerano | 75'   |
| 80 | Centrocampista | Joao Ortiz         | 76'   |
| 6  | Defensa        | Jhoanner Chávez    | 81'   |
| 23 | Centrocampista | Patrickson Delgado | 81'   |
| 51 | Centrocampista | Yaimar Medina      | 90+1' |

| 21 | Centrocampista | Sebastián González | 71' |
| 7  | Delantero      | Jan Hurtado        | 79' |
| 29 | Defensa        | Bryan Ramírez      | 89' |
| 3  | Defensa        | Richard Mina       | 89' |

| Amonestado | 4'  | Michael Hoyos     |
| Amonestado | 36' | Jordy Alcívar     |
| Amonestado | 70' | Lorenzo Faravelli |

| Amonestado | 6'    | Paolo Guerrero    |
| Amonestado | 61'   | Mauricio Martínez |
| Amonestado | 90+3' | Richard Mina      |
| Amonestado | 90+8' | Jan Hurtado       |

| Árbitro                | Guillermo Guerrero |
| Árbitros asistentes    | Christian Lescano  |
| Árbitros asistentes    | Mauricio Lozada    |
| Cuarto árbitro         | Roberto Sánchez    |
| Quinto árbitro         | Flavio Nall        |
| Adicionales VAR        | Carlos Orbe        |
| Adicionales VAR        | Juan Aguiar        |
| Adicionales VAR        | Kevin Pazmiño      |
| Observadores VAR       | Oswaldo Segura     |
| Observadores VAR       | Nicolás Viteri     |
| Observadores VAR       | Daniel Vernaza     |
| Asesor de árbitros     | Carlos Vera        |
| Comisarios de juego    | Erika Gallardo     |
| Comisarios de juego    | Mayra Guerra       |
| Delegados de seguridad | Luis Villagómez    |
| Delegados de seguridad | Dennis Hidalgo     |
| Oficial de patrocinio  | María Ávila        |

| \| Estadísticas \| IDV \| LDU \| \| ---------------------- \| --- \| --- \| \| Tiros \| 19 \| 7 \| \| Tiros al arco \| 9 \| 2 \| \| Faltas \| 11 \| 11 \| \| Penales \| 0 \| 0 \| \| Tiros de esquina \| 6 \| 1 \| \| Fueras de juego \| 0 \| 4 \| \| Tarjetas amarillas \| 3 \| 4 \| \| Tarjetas rojas \| 0 \| 0 \| \| Posesión \| 61% \| 39% \| \| Pases \| 500 \| 325 \| \| Precisión de los pases \| 89% \| 80% \| | Alineación inicial |     |
| Estadísticas | IDV                | LDU |
| Tiros | 19                 | 7   |
| Tiros al arco | 9                  | 2   |
| Faltas | 11                 | 11  |
| Penales | 0                  | 0   |
| Tiros de esquina | 6                  | 1   |
| Fueras de juego | 0                  | 4   |
| Tarjetas amarillas | 3                  | 4   |
| Tarjetas rojas | 0                  | 0   |
| Posesión | 61%                | 39% |
| Pases | 500                | 325 |
| Precisión de los pases | 89%                | 80% |

#### Vuelta
| 22         | Guardameta     | Alexander Domínguez |     |
| 33         | Defensa        | Leonel Quiñónez     |     |
| 6          | Defensa        | Facundo Rodríguez   |     |
| 4          | Defensa        | Ricardo Adé         |     |
| 14         | Defensa        | José Quintero       |     |
| 18         | Centrocampista | Ezequiel Piovi      |     |
| 16         | Centrocampista | Mauricio Martínez   | 81' |
| 32         | Centrocampista | Renato Ibarra       | 73' |
| 21         | Centrocampista | Sebastián González  | 73' |
| 26         | Centrocampista | Jhojan Julio        |     |
| 9          | Delantero      | Paolo Guerrero      | 81' |
| Entrenador | Entrenador     | Luis Zubeldía       |     |

| 1          | Guardameta     | Moisés Ramírez       |     |
| 13         | Defensa        | Matías Fernández     |     |
| 4          | Defensa        | Anthony Landázuri    |     |
| 14         | Defensa        | Mateo Carabajal      |     |
| 2          | Defensa        | Agustín García Basso |     |
| 6          | Defensa        | Jhoanner Chávez      | 74' |
| 8          | Centrocampista | Lorenzo Faravelli    |     |
| 7          | Centrocampista | Jordy Alcívar        |     |
| 55         | Delantero      | Kendry Páez          | 74' |
| 80         | Delantero      | Joao Ortiz           | 90' |
| 11         | Delantero      | Michael Hoyos        | 61' |
| Entrenador | Entrenador     | Martín Anselmi       |     |

| 5  | Centrocampista | Óscar Zambrano     | 73' |
| 20 | Centrocampista | Lisandro Alzugaray | 73' |
| 7  | Delantero      | Jan Hurtado        | 81' |
| 10 | Centrocampista | Alexander Alvarado | 81' |

| 10 | Centrocampista | Junior Sornoza     | 61' |
| 9  | Delantero      | Marcelo Martins    | 74' |
| 15 | Defensa        | Beder Caicedo      | 74' |
| 16 | Centrocampista | Cristian Pellerano | 90' |

| Anotado | 19' | Renato Ibarra | 1–1 |

| Anotado | 16' | Kendry Páez | 0–1 |

|                    |                  | 0:0 | Fallo de penal (atajado)  | Lorenzo Faravelli |
| Lisandro Alzugaray | Acierto de penal | 1:0 |                           |                   |
|                    |                  | 1:0 | Fallo de penal (atajado)  | Jordy Alcívar     |
| Jan Hurtado        | Acierto de penal | 2:0 |                           |                   |
|                    |                  | 2:0 | Fallo de penal (desviado) | Marcelo Martins   |
| Leonel Quiñónez    | Acierto de penal | 3:0 |                           |                   |

| Amonestado | 45+2' | Mauricio Martínez |
| Amonestado | 71'   | Ezequiel Piovi    |

| Amonestado | 41' | Jhoanner Chávez |
| Amonestado | 41' | Junior Sornoza  |

| Árbitro                | Augusto Aragón    |
| Árbitros asistentes    | Byron Romero      |
| Árbitros asistentes    | Andrés Tola       |
| Cuarto árbitro         | Oswaldo Contreras |
| Quinto árbitro         | Danny Ávila       |
| Adicionales VAR        | Bryan Loayza      |
| Adicionales VAR        | Edison Vásquez    |
| Adicionales VAR        | Luis Quiroz       |
| Observadores VAR       | Luis Vera         |
| Observadores VAR       | Daniel Vernaza    |
| Observadores VAR       | Ricardo Amado     |
| Asesor de árbitros     | José Luis Espinel |
| Comisarios de juego    | Frank Tapia       |
| Comisarios de juego    | Luis Villagómez   |
| Delegados de seguridad | José Rosero       |
| Delegados de seguridad | Juan Carlos Pico  |
| Oficial de patrocinio  | Lorena Ávila      |

| 22         | Guardameta     | Alexander Domínguez |     |
| 33         | Defensa        | Leonel Quiñónez     |     |
| 6          | Defensa        | Facundo Rodríguez   |     |
| 4          | Defensa        | Ricardo Adé         |     |
| 14         | Defensa        | José Quintero       |     |
| 18         | Centrocampista | Ezequiel Piovi      |     |
| 16         | Centrocampista | Mauricio Martínez   | 81' |
| 32         | Centrocampista | Renato Ibarra       | 73' |
| 21         | Centrocampista | Sebastián González  | 73' |
| 26         | Centrocampista | Jhojan Julio        |     |
| 9          | Delantero      | Paolo Guerrero      | 81' |
| Entrenador | Entrenador     | Luis Zubeldía       |     |

| 1          | Guardameta     | Moisés Ramírez       |     |
| 13         | Defensa        | Matías Fernández     |     |
| 4          | Defensa        | Anthony Landázuri    |     |
| 14         | Defensa        | Mateo Carabajal      |     |
| 2          | Defensa        | Agustín García Basso |     |
| 6          | Defensa        | Jhoanner Chávez      | 74' |
| 8          | Centrocampista | Lorenzo Faravelli    |     |
| 7          | Centrocampista | Jordy Alcívar        |     |
| 55         | Delantero      | Kendry Páez          | 74' |
| 80         | Delantero      | Joao Ortiz           | 90' |
| 11         | Delantero      | Michael Hoyos        | 61' |
| Entrenador | Entrenador     | Martín Anselmi       |     |

| 5  | Centrocampista | Óscar Zambrano     | 73' |
| 20 | Centrocampista | Lisandro Alzugaray | 73' |
| 7  | Delantero      | Jan Hurtado        | 81' |
| 10 | Centrocampista | Alexander Alvarado | 81' |

| 10 | Centrocampista | Junior Sornoza     | 61' |
| 9  | Delantero      | Marcelo Martins    | 74' |
| 15 | Defensa        | Beder Caicedo      | 74' |
| 16 | Centrocampista | Cristian Pellerano | 90' |

| Anotado | 19' | Renato Ibarra | 1–1 |

| Anotado | 16' | Kendry Páez | 0–1 |

|                    |                  | 0:0 | Fallo de penal (atajado)  | Lorenzo Faravelli |
| Lisandro Alzugaray | Acierto de penal | 1:0 |                           |                   |
|                    |                  | 1:0 | Fallo de penal (atajado)  | Jordy Alcívar     |
| Jan Hurtado        | Acierto de penal | 2:0 |                           |                   |
|                    |                  | 2:0 | Fallo de penal (desviado) | Marcelo Martins   |
| Leonel Quiñónez    | Acierto de penal | 3:0 |                           |                   |

| Amonestado | 45+2' | Mauricio Martínez |
| Amonestado | 71'   | Ezequiel Piovi    |

| Amonestado | 41' | Jhoanner Chávez |
| Amonestado | 41' | Junior Sornoza  |

| Árbitro                | Augusto Aragón    |
| Árbitros asistentes    | Byron Romero      |
| Árbitros asistentes    | Andrés Tola       |
| Cuarto árbitro         | Oswaldo Contreras |
| Quinto árbitro         | Danny Ávila       |
| Adicionales VAR        | Bryan Loayza      |
| Adicionales VAR        | Edison Vásquez    |
| Adicionales VAR        | Luis Quiroz       |
| Observadores VAR       | Luis Vera         |
| Observadores VAR       | Daniel Vernaza    |
| Observadores VAR       | Ricardo Amado     |
| Asesor de árbitros     | José Luis Espinel |
| Comisarios de juego    | Frank Tapia       |
| Comisarios de juego    | Luis Villagómez   |
| Delegados de seguridad | José Rosero       |
| Delegados de seguridad | Juan Carlos Pico  |
| Oficial de patrocinio  | Lorena Ávila      |

| \| Estadísticas \| LDU \| IDV \| \| ---------------------- \| --- \| --- \| \| Tiros \| 4 \| 13 \| \| Tiros al arco \| 2 \| 5 \| \| Faltas \| 12 \| 11 \| \| Penales \| 0 \| 0 \| \| Tiros de esquina \| 3 \| 4 \| \| Fueras de juego \| 5 \| 1 \| \| Tarjetas amarillas \| 2 \| 2 \| \| Tarjetas rojas \| 0 \| 0 \| \| Posesión \| 44% \| 56% \| \| Pases \| 305 \| 390 \| \| Precisión de los pases \| 83% \| 87% \| | Alineación inicial |     |
| Estadísticas | LDU                | IDV |
| Tiros | 4                  | 13  |
| Tiros al arco | 2                  | 5   |
| Faltas | 12                 | 11  |
| Penales | 0                  | 0   |
| Tiros de esquina | 3                  | 4   |
| Fueras de juego | 5                  | 1   |
| Tarjetas amarillas | 2                  | 2   |
| Tarjetas rojas | 0                  | 0   |
| Posesión | 44%                | 56% |
| Pases | 305                | 390 |
| Precisión de los pases | 83%                | 87% |

|                                                  |
|                                                  |
| Campeón Liga Deportiva Universitaria 12.° título |